# Isaipriya
Shoba (bí danh là Isaipriya; 1982–2009) là nữ phát thanh viên truyền hình, nhà báo của lực lượng những con Hổ giải phóng Tamil (Tiếng Anh: Liberation Tigers of Tamil Eelam, viết tắt LTTE) trong thời gian diễn ra cuộc nội chiến Sri Lanka. Cô đã làm việc như là một nhạc sĩ, ca sĩ và dẫn chương trình tin tức tuyên truyền của LTTE.. Cô đã bị giết chết bởi quân đội chính phủ Sri Lanka trong những ngày cuối cùng của cuộc nội chiến Sri Lanka vào năm 2009 khi mới 27 tuổi.

## Cuộc sống ban đầu và gia đình
Shoba sinh năm 1982 và được theo học tại các trường tư thục Memorial cho đến lớp 5, sau đó cô được nhận được một học bổng để tiếp tục việc học tập của mình tại trường trung học nữ sinh Veampadi ở thành phố Jaffna cho đến năm 1996. Sau đó Shoba lại cùng  gia đình phải di dời đến Vani do chiến tranh và cô tiếp tục việc học tập tại Vanni cho đến khi gia nhập tổ chức Hổ Tamil.
Isaippiriya là một vũ công tài năng, và kết hôn vào khoảng năm 2007 hoặc 2008. Trong giai đoạn cuối cùng của cuộc nội chiến, con gái bốn tuổi Akal của cô đã chết trong cuộc oanh kích của lực lượng không quân Sri Lanka vào ngày 15 tháng 3 năm 2009.

## Sự nghiệp
Shoba được quân đội chính phủ ghi nhận là một trung tá của lực lượng những con Hổ giải phóng Tamil nhưng trên thực tế cô không được đào tạo bất kỳ loại hình quân sự nào. Shoba bị thấp khớp bệnh van tim nên được tổ chức LTTE miễn việc huấn luyện quân sự , thay vào đó cô làm việc dưới bí danh Isaipriya với vai trò nhà báo và phát thanh viên cho đài truyền hình Oliveechchu của LTTE ở Kilinochchi.

## Bị bắt và hành hành quyết không qua xét xử trong những ngày cuối cùng của LTTE
Ngày 18 tháng 5, được gọi là "trận chiến cuối cùng", trên một dải 4 km bờ biển phía đông bắc của Sri Lanka, các lực lượng LTTE bị chia cắt bởi quân đội chính phủ, và cuối cùng phần lớn đã thiệt mạng trong cuộc giao tranh. Sau khi LTTE bị đánh bại, quân đội chính phủ đã tiến hành nhiều cuộc hành quyết không qua xét xử phiến quân Tamil. 350 thi thể đã được xác định mà quân đội chính phủ gọi là "cán bộ đầu cấp của lực lượng LTTE"  trong đó có cả Isaipriya trong danh sách. Quân đội Sri Lanka liệt kê cô như một trung tá trong LTTE, dù cô đã không được điền vào vai trò của một người lính.
Ngày 31 tháng 10 năm 2013 trên kênh truyền hình tin tức của Anh Quốc Channel 4 News phát sóng đoạn băng video Isaipriya đã bị bắt làm tù binh dưới sự canh giữ của quân chính phủ trong một đầm lầy, video cho thấy cô trong tình trạng ở trần, bị mất phương hướng và được kéo lên từ một vùng nước nông. Binh sĩ chính phủ ban đầu nhầm lẫn cô là con gái của nhà lãnh đạo tổ chức LTTE Velupillai Prabhakaran. Khi cô nói với họ rằng cô không phải là con gái Prabhakaran thì đoạn video kết thúc.
Trước đó ngày 30 tháng 11 năm 2010 kênh Channel 4 News cũng phát sóng một đoạn băng video khác tố cáo binh sĩ Sri Lanka tiến hành hành quyết không qua xét xử các chiến binh hổ Tamil bị bắt. Video này cho thấy trong số các xác chết có xác một người nữ trần truồng sau đó được xác định là Isaipriya.
Ảnh tư liệu cũng cho thấy Isaipriya đã chết, quần áo của cô bị lột ra khỏi cơ thể với hai bàn tay bị trói sau lưng. Gia đình Isaipriya đã không biết gì về việc cô bị quân chính phủ bắt giữ và hành hành quyết không qua xét xử cho đến khi kênh Channel 4 News phát sóng đưa tin. Mẹ cô nói với phóng viên Channel 4 News rằng bà đã luôn luôn nghĩ rằng Isaipriya đã bị chết bởi cuộc pháo kích.

## Thư báo cáo của tổ chức theo dõi nhân quyền (HRW) sau cái chết của  Isaipriya
Sự việc Isaipriya – phóng viên 27 tuổi của tổ chức những con Hổ giải phóng Tamil bị quân đội chính phủ hành quyết không qua xét xử cũng được nhắc đến trong bức thư báo cáo về Sri Lanka của thành viên đại diện thường trực tổ chức theo dõi nhân quyền (HRW) ngày 2 tháng 2 năm 2012. Cái chết của Isaipriya gây ra bởi binh sĩ thuộc sư đoàn 53 quân đội Sri Lanka đã được liệt kê trong mục những cuộc hành quyết phi pháp khi nói đến các vi phạm nhân quyền của phe quân đội chính phủ Sri Lanka.